# Kate Webb
Pour les articles homonymes, voir Webb.
Kate Webb est une journaliste et grand reporter néo-zélandaise née le 24 mars 1943 à Christchurch et morte le 13 mai 2007 d'un cancer.
Figure légendaire du journalisme en Asie, correspondante de guerre, elle a été durant trente ans au cœur des évènements qui ont secoué cette partie du monde.

## Carrière
Fille d’un professeur de sciences politiques et d’une historienne, elle grandit en Australie, à Canberra. Webb, son frère et sa sœur deviennent orphelins à la suite d'un accident de voiture tuant leurs deux parents, alors que Kate est encore adolescente. 
Elle a commencé sa carrière à l'agence américaine United Press International et y travaille pendant treize ans, avant de rejoindre l'Agence France-Presse, où elle reste pendant seize ans. Elle fut une des premières femmes correspondantes de guerre.
En 1971, elle est capturée à Phnom Penh avec cinq autres personnes par les bodoïs de l'armée nord-vietnamienne et donnée pour morte. Le New York Times publie sa nécrologie, puis elle est libérée le jour de son éloge funèbre réalisé en Australie.
Durant sa carrière, elle fut le témoin de nombreux évènements majeurs : la victoire des Khmers rouges au Cambodge en 1975, le soulèvement contre la dictature de Ferdinand Marcos en 1986, l'occupation soviétique de l'Afghanistan de 1979 à 1989, l'assassinat de Rajiv Gandhi en 1991, la rétrocession de Hong Kong à la Chine en 1997 ou encore la fin de l'occupation indonésienne au Timor oriental en 1999.
Elle meurt en 2007.

## Postérité
L’Agence France-Presse créé en 2008 un prix Kate Webb, qui vise à mettre en avant des journalistes engagés dans des situations difficiles et dangereuses en Asie.
En 2017, Kate Webb apparaît sur un timbre édité par la poste australienne.

## Ouvrages
- (en) Kate Webb, On the Other Side: 23 Days with the Viet Cong[2]